# 토게피

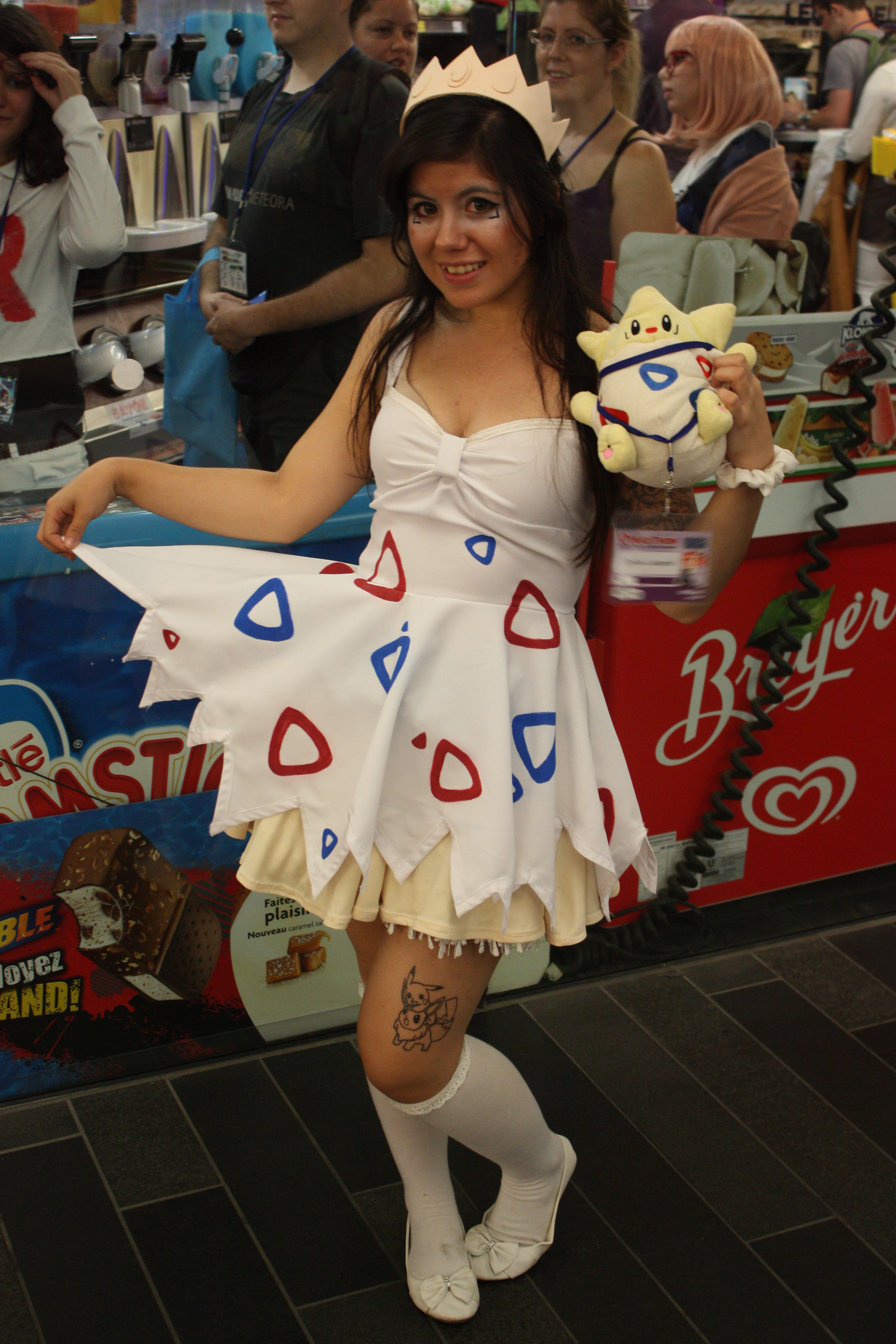

토게피(Togepi, 일본어: トゲピー 도게피[*])는 포켓몬스터 시리즈에 등장하는 가공의 캐릭터(몬스터)이다.

## 특징
하반신의 알껍질에 둘어싸인 채로 있다. 몸은 황색, 머리는 삐죽삐죽하다. 잘 때는 머리와 손발은 알껍질 안으로 넣고 잔다. 자고 있는 토게피를 잘 세울 수 있다면 행복해질 수 있다거나, 잘 대해주면 행운을 나누어 준다는 전설이 전해진다.

## 게임에서의 토게피
《포켓몬스터 금·은》에서는 스토리 초반의 이벤트로 알을 입수할 수 있다. 친밀도를 높여 레벨업하면 토게틱으로 진화한다. 야생에서는 출현하지 않는다.
《포켓몬스터 파이어 레드·리프 그린》에서는 물의 미로에서 알을 받을 수 있다.
《포켓몬스터DP 디아루가·펄기아》에서는 230번 도로의 풀숲에서 포켓트레를 사용하면 야생 토게피가 출현하기도 한다.
《대난투 스매시 브라더스 DX》, 《대난투 스매시 브라더스 X》에서는 몬스터 볼에서 출현하여 「손가락 흔들기」를 사용하지만 효과는 삐삐와는 달리 「꽃 피우기·어둡게 하기·잠 재우기·냉기로 얼리기」중의 하나의 효과한 발휘한다.
《포켓몬 불가사의 던전 시간의 탐험대·어둠의 탐험대》에서는 탐험대 「해피즈」의 리더로 등장한다. 레디바, 왕구리와 함께 행복을 옮기기 위해 활동하고 있다.
《포켓몬스터 플라티나》에서는 난천이 준 포켓몬 알이 부화하는 것으로 토게피를 입수할 수 있다.

## 애니메이션에서의 토게피
지우가 《포켓몬스터》46화에서 입수한 알에서 태어났다. 부화했을 때는 지우, 웅, 이슬, 나옹이 쟁탈전을 하여 지우가 우승하였지만, 태어났을 때 처음으로 본 사람이 이슬이라서 이슬을 부모로 믿어 버렸기 때문에, 이슬의 포켓몬이 되었다. 항상 이슬이가 가슴 팍에 안고 다닌다.
순수하고 호기심이 많은 성격이라 주위를 곤란하게 만들기도 한다. 이따금 「손가락 흔들기」를 사용해 적을 격퇴하기도 한다. 처음에는 토게피의 능력을 아무도 깨닫지 못했지만 트레이너인 이슬은 서서히 그 능력을 알게 되었다. 기본적으로 배틀의 전력으로 다루어지지는 않지만, 예외적으로 리아코 쟁탈전에서 이슬이 지우와 싸웠을 때, 지우의 피카츄에게 달라붙어 응석부리는 작전으로 전의 상실에 몰아넣어 승리했다.
《포켓몬스터 AG》44화, 45화에서 이슬과 함께 재등장한다. 그 때, 토게틱으로 진화하여 이슬의 곁을 떠났다.
칠색조를 제외하면 제 2세대 포켓몬 중에서 가장 빨리 애니메이션에 등장한 포켓몬이다.

## 그 외에서의 토게피
- 단편영화 《피카츄의 여름방학》에서 초반에 울기 시작한다. 이상해씨의 자장가로 잠들지만 라이츄 때문에 또 깨어나버려 싸움으로 발전한다.
- 단편영화 《피카츄 탐험대》에서 아라리의 6개의 알 중 하나가 행방불명이 되어, 그 대신이 되었다.
- 만화 《포켓몬스터 스페셜》에서는 골드의 포켓몬으로 등장한다.
- 만화 포켓몬스터 이상한 포켓몬 삐삐에서 레드의 포켓몬으로 등장한다.

## 같이 보기
- 포켓몬스터
- 포켓몬의 목록
- 피카츄